# گربه‌مار سگ‌دندان
گربه‌مار سگ‌دندان (نام علمی: Boiga cynodon) که معمولاً به عنوان مار گربه‌ای سگ‌دندان شناخته می‌شود، گونه‌ای شبگرد از قمچه‌مارها با نیش عقبی و بومی آسیا است.
عمدتاً از پرندگان کوچک و تخم پرندگان تغذیه می‌کند، اما ممکن است مارمولک‌ها و خفاشهای کوچک را نیز صید کند.
Boiga cynodon یک گونه تخم‌زا است که ماده‌های بالغ از نظر جنسی در هر دسته‌تخم ۶–۱۲ تخم می‌گذارند.